# Your Everything
«Your Everything» (укр. «Твоє все») — сингл у стилі кантрі, записаний австралійським виконавцем кантрі-музики Кітом Урбаном. Це другий сингл з однойменного альбому й перший сингл в Top Five кар'єри Кіта. У чарті журналу Billboard композиція максимально піднімалась на 4 місце.

## Позиції в чартах
| Чарт 2000 року                              | Найвища позиція |
| ------------------------------------------- | --------------- |
| U.S. Billboard Hot Country Singles & Tracks | 4               |
| U.S. Billboard Hot 100                      | 51              |
| Canadian RPM Country Tracks                 | 20              |